# Palácio Piratini
O Palácio Piratini é a atual sede do Poder Executivo e a residência oficial do governador do estado do Rio Grande do Sul. Localizado na Praça Marechal Deodoro, mais conhecida como Praça da Matriz, no Centro Histórico de Porto Alegre, sua construção teve início em 1909 e sua inauguração ocorreu em 1921, quando o governador Borges de Medeiros (1863-1961) ocupou as instalações do pavimento térreo.
Construído sobre o antigo Palácio de Barro, que serviu de sede do governo entre 1789 e 1896, o Palácio Piratini foi projetado por Maurice Gras (1873-1954), arquiteto francês diplomado pela École des Beaux-Arts de Paris. Edifício em estilo eclético, com influência da arquitetura neoclássica francesa, o imóvel é reconhecido na atualidade como um relevante patrimônio cultural gaúcho.
O prédio foi tombado, junto de seus bens móveis e integrados, pelo Instituto do Patrimônio Histórico e Artístico do Estado (IPHAE) em 1986. Além disso, está inserido no Sítio Histórico das Praças da Matriz e da Alfândega, sítio urbano tombado pelo Instituto do Patrimônio Histórico e Artístico Nacional (IPHAN) em 2003.
Desde sua inauguração, o Palácio Piratini serviu de cenário para acontecimentos marcantes da história estadual e nacional, como a assinatura do Pacto de Pedras Altas (1923), as reuniões que culminaram na Revolução de 1930 e a Campanha da Legalidade (1961), em que a edificação chegou sofrer ordem de bombardeio aéreo. 
Atualmente, o Palácio Piratini mantém seus usos institucionais, administrativos e residenciais. Além do Gabinete do Governador, abriga equipes de outros órgãos do Executivo estadual, como a Casa Civil, a Casa Militar e a Secretaria de Comunicação do Estado do Rio Grande do Sul. Em 2021, foi celebrado o centenário de sua ocupação, ocasião que ensejou investimentos em sua conservação e restauração, além de ações de divulgação de seus valores históricos, artísticos e culturais. 

## História

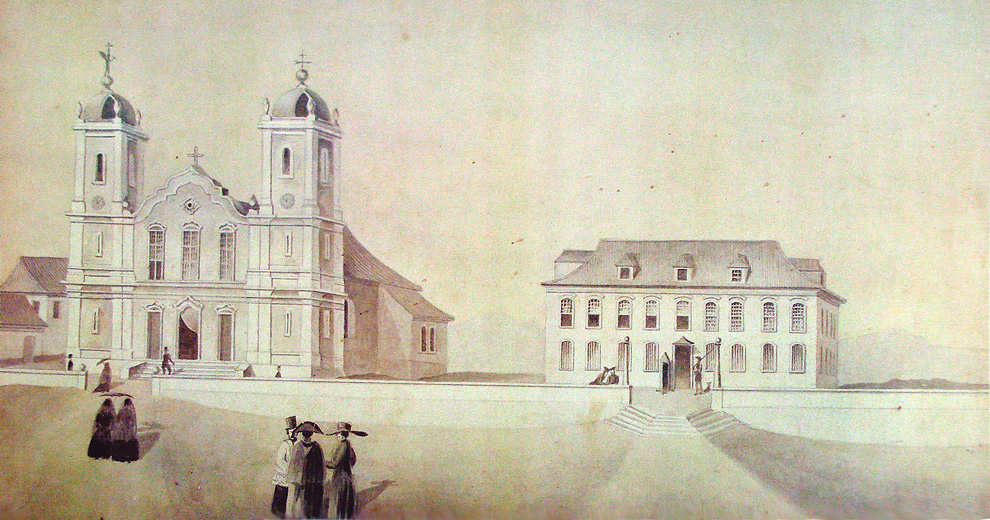
Herrmann Wendroth, 1852: O antigo Palácio do Governo, que precedeu o Palácio Piratini, ao lado da antiga Matriz.

O Piratini foi construído para substituir o antigo Palácio de Barro, que existia no mesmo local e havia sido edificado no ano de 1773 por ordem do então governador José Marcelino de Figueiredo. Em fins do século XIX, o prédio original estava em péssimo estado, tornando necessária a construção de um novo, o que aconteceu por ordem do presidente do estado Júlio de Castilhos.
O primeiro projeto para o novo palácio foi de autoria do arquiteto Affonso Hebert, da Secretaria de Obras Públicas, e a pedra fundamental foi lançada em 27 de outubro de 1896. O ritmo dos trabalhos, porém, foi lento e sempre declinante, até que as obras foram suspensas pelo novo presidente do estado, Carlos Barbosa Gonçalves, alegando que não atendia às exigências da época, estando a estrutura apenas nos alicerces. O Secretário de Obras da época, Cândido José de Godoy, parece ter tido um papel influente para a escolha de um projeto mais rico, que fosse "o edifício público mais belo e majestoso de todo o Brasil". Então o governo enviou a Paris uma delegação, em 1908, para que realizasse um concurso internacional para uma nova planta, que substituiria a de Hebert.

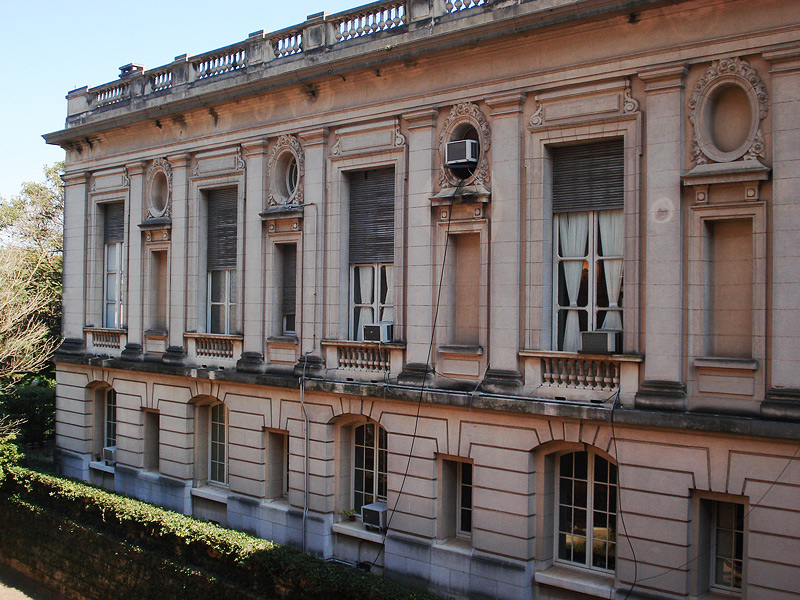
Detalhe da ala sul (residencial) do Piratini.

O concurso atraiu apenas dois participantes: A. Agustín Rey e A. Janin. Mesmo louvados, os desenhos também não foram aproveitados. Um ano depois, o arquiteto francês Maurice Gras veio ao Rio Grande do Sul e foi apresentado ao presidente Carlos Barbosa, por representantes diplomáticos da França no Brasil. Ele apresentou uma nova proposta, que foi aprovada, e em 20 de setembro de 1909 foi lançada a segunda pedra fundamental do palácio. As obras reiniciaram em ritmo vivo, mas quando Barbosa deixou o governo em, janeiro de 1913, muito ainda faltava para a conclusão. Por motivos diversos as obras prosseguiram daí em diante com muito mais devagar, só sendo reacesas no início da década de 1920, na quarta administração de Borges de Medeiros.
Em 17 de maio de 1921 finalmente o prédio pôde ser ocupado, mas sem inauguração oficial e em caráter parcial, pois as alas residenciais, os salões nobres e os jardins não estavam prontos. Somente na década de 1970 o palácio foi dado como concluído, ainda que trabalhos menores continuassem a ser realizados e intervenções de restauro já começassem a ser necessárias em algumas áreas mais antigas.
Em 1955, através de decreto do governador Ildo Meneghetti, foi outorgado o nome oficial de Palácio Piratini, uma homenagem à primeira capital da República Rio-Grandense (1836-1845) durante o episódio da Revolução Farroupilha (1835-1845).

### Tentativa de bombardeio

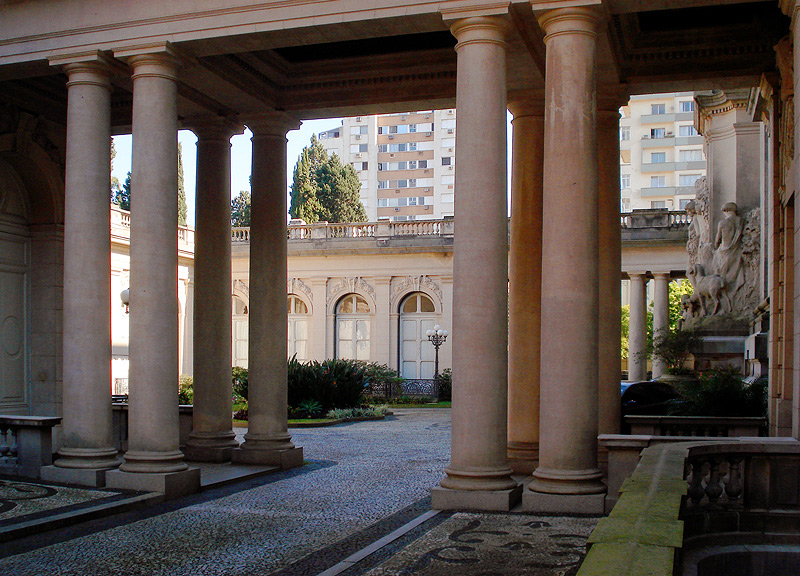
Detalhe dos jardins internos.

Um dos eventos mais marcantes de sua história foi a Ordem de Bombardeio ao Palácio Piratini que aconteceu durante o mandato do governador Leonel Brizola, quando, em função da Campanha da Legalidade, em 1961, o governo federal decretou o bombardeio do Palácio. Porém, a ordem não foi acatada pelos soldados da base aérea de Canoas. Na ocasião, cerca de 30 mil pessoas estavam acampadas em frente ao Palácio, pedindo a posse de João Goulart na presidência da República.

### Presente
O edifício foi incluído no Projeto Monumenta  do Ministério da Cultura do Brasil com apoio do BID e da UNESCO, voltado à revitalização de centros históricos do Brasil, e desde 1986 é considerado Patrimônio Histórico e Artístico do Estado. Em 2000, o Piratini foi tombado pelo Instituto do Patrimônio Histórico e Artístico Nacional.

## Detalhes do palácio

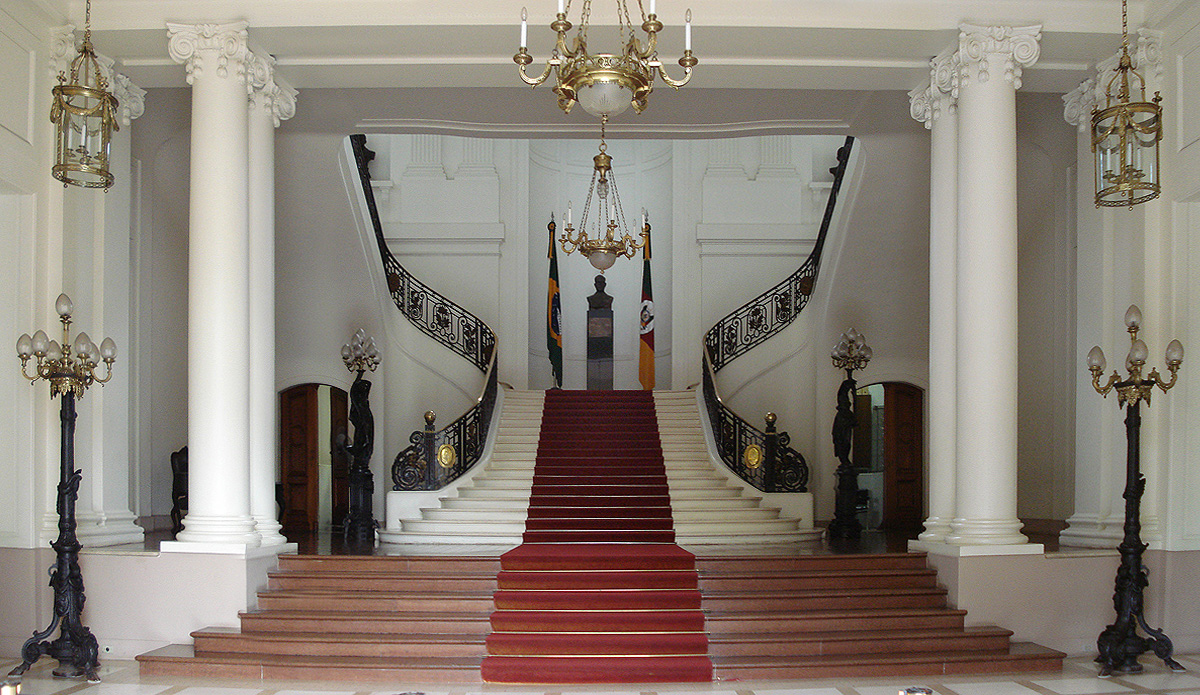
Saguão principal, escadaria.

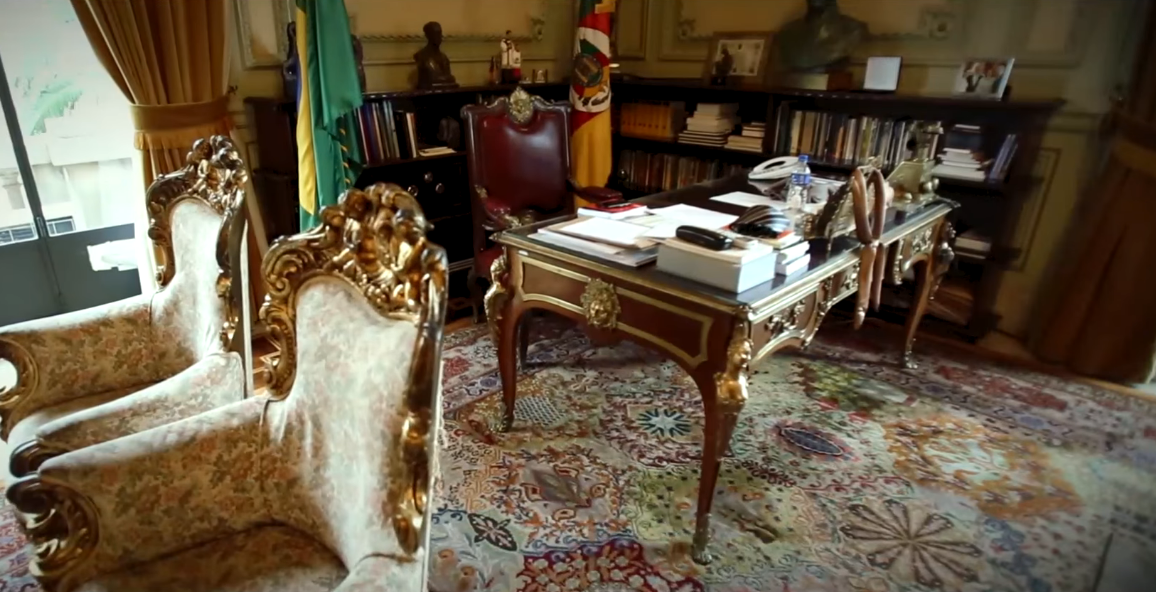
Gabinete do Governador do Rio Grande do Sul.

A influência neoclássica é dominante. Na fachada destacam-se duas esculturas de Paul Landowski, o criador da estátua do Cristo Redentor, símbolo do Rio de Janeiro, que representam a Agricultura e a Indústria. No saguão principal bem como no gabinete do governador encontram-se duas obras do escultor pelotense Antonio Caringi : o busto de Getúlio Vargas ( subindo a escadaria principal) e O Laçador ( obra simbolo da cidade de Porto Alegre). Uma suntuosa escadaria de mármore francês dá acesso ao gabinete do governador, onde existem raridades: um antigo telefone folheado a ouro, presente da Companhia Telefônica a Borges de Medeiros, e um tapete de 42 metros quadrados, datado de 1930, produzido pela tecelagem Rheingantz.
Nos salões Negrinho do Pastoreio e Alberto Pasqualini, os lustres são réplicas dos existentes no Palácio de Versalhes. Murais do pintor italiano Aldo Locatelli ilustram episódios da História do Rio Grande do Sul e recontam a lenda do Negrinho do Pastoreio. Parte do mobiliário foi fabricado por apenados da antiga Casa de Correção de Porto Alegre, e as soleiras e rodapés foram esculpidos em mármore de Carrara.
A arte de Paul Landowski também está presente no pátio interno, com o grupo escultórico A Primavera. No jardim, uma fonte com temas egípcios e uma escultura do Negrinho do Pastoreio, de Vasco Prado. Na área externa, foi construído em 1971 o Galpão Crioulo, onde os visitantes são recebidos com demonstrações da culinária e da cultura tradicional gaúchas.

## Visitação pública

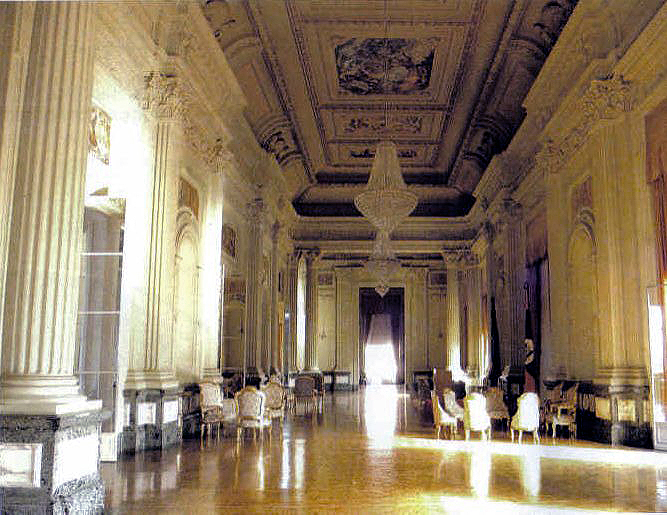
Salão Negrinho do Pastoreio.

O Piratini é aberto à visitação pública. Acompanhadas por guias, as visitas podem ser realizadas de segunda a sexta-feira, às 11h ou às 16h. É aconselhado o agendamento pelo site oficial.  A visitação pública realizada durante a semana permite ao visitante conhecer a Ala Governamental, que inclui o vestíbulo principal, a escadaria, dois carros antigos (um Ford Model T, 1919 e o Stutz Car, 1929), além dos salões Negrinho do Pastoreio e Alberto Pasqualini. 

### Principais ambientes

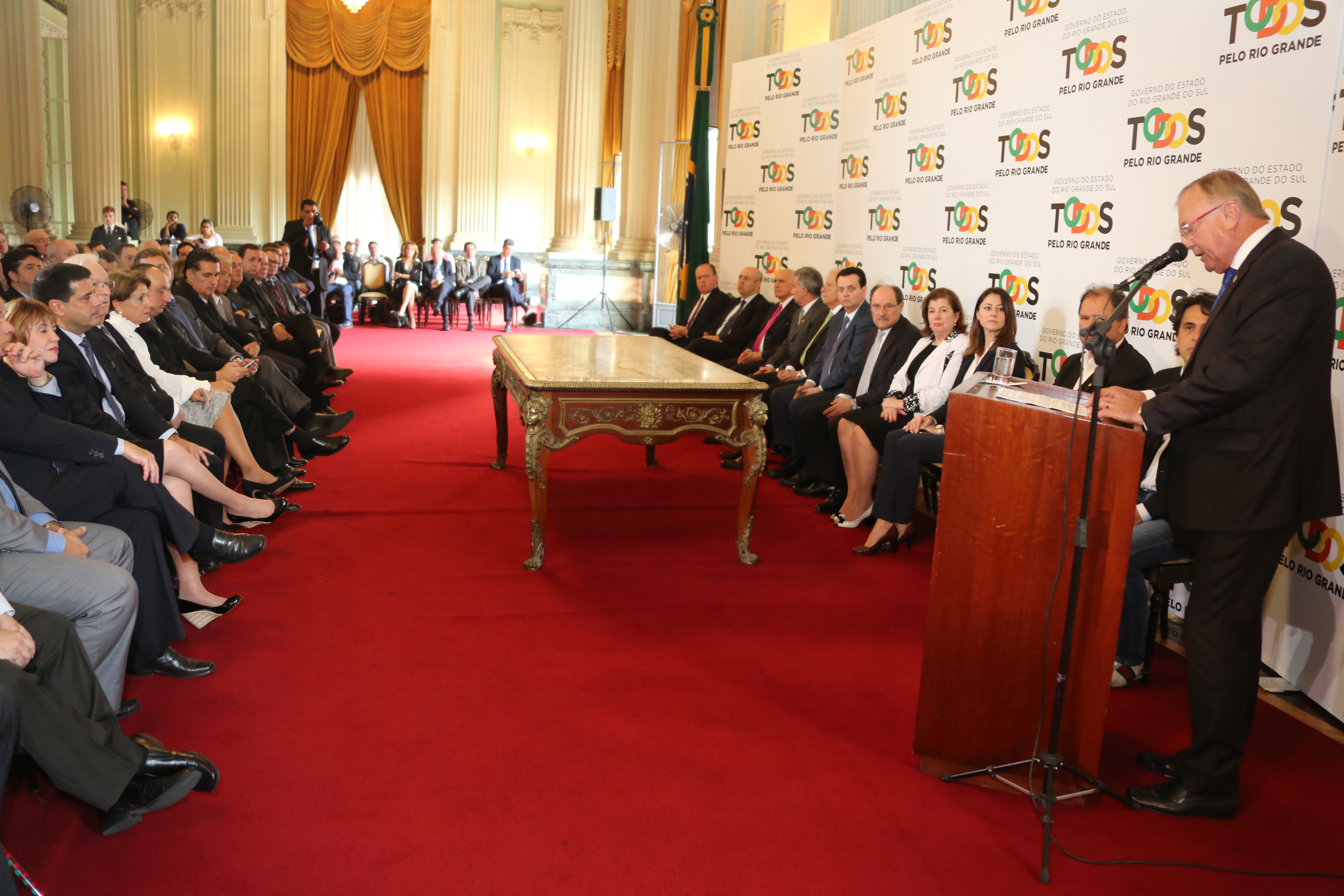
Evento sendo realizado no Salão dos Banquetes.

- Vestíbulo principal
- Salão Negrinho do Pastoreio
- Salão Alberto Pasqualini
- Salão de BanquetesEvento sendo realizado no Salão dos Banquetes.
- Salão dos Espelhos
- Oratório
- Jardins
- Galpão Crioulo Glaucus Saraiva